# Alexander Slaught
Alexander Slaught (19 giugno 1994) è un pallavolista statunitense.
Gioca nel ruolo di schiacciatore nell'Almería.

## Carriera
La carriera di Alexander Slaught inizia nei tornei scolastici californiani, giocando con la Loyola High School, prima di entrare a far parte della squadra di pallavolo maschile della University of Southern California, con la quale partecipa alla NCAA Division I dal 2013 al 2016.
Nella stagione 2016-17 firma il suo primo contratto professionistico in Slovenia, partecipando alla 1. DOL con l'ACH Volley, vincendo lo scudetto e la Middle European League. Nella stagione seguente difende i colori dell'Almería, nella Superliga spagnola.

## Palmarès

### Club
- Campionato sloveno: 1

2016-17
- Middle European League: 1

2016-17